# Apolonio de Roma
No confundir con Claudio Apolinar ni Apolonio de Alejandría
Apolonio de Roma, fue un presbítero romano y mártir cristiano, venerado como santo por la Iglesia Católica. Su fiesta se celebra el 21 de abril.

## Hagiografía
Las fechas de nacimiento y muerte de Apolonio son discutidas. Se afirma que su martirio ocurrió en el siglo VI, puesto que se asocia a Máximo con su ejecución.
Se le asocia con varios compañeros de martirio, que según las fuentes pueden variara en número hasta cinco (5) personas.
Luego de ser asesinados, sus cuerpos fueron arrojados al mar, de donde fueron recuperados y enterrados con los honores propios de un cristiano.
Los únicos hechos ciertos de su vida son su propia existencia, su calidad de presbítero, su relación con Alejandría, y su martirio.